# Hermann Ludwig Ferdinand von Helmholtz
Hermann Ludwig Ferdinand von Helmholtz [hérman lúdvig férdinand fón hélmholc], nemški fizik, matematik, fiziolog in biofizik, * 31. avgust 1821, Potsdam, Nemčija, † 8. september 1894, Berlin.

## Življenje in delo
Von Helmholtz spada med znanstvenike, ki so dali pečat znanosti 19. stoletja. Bil je vsestransko izobražen na področju vseh naravoslovnih znanosti. Od leta 1842 do 1849 je delal kot vojaški zdravnik v Potsdamu. Potem je postal profesor psihologije v Königsbergu, pozneje v Bonnu in Heidelbergu.
Leta 1870 so ga poklicali na vseučilišče v Berlin, kjer je sprejel katedro za fiziko. 18 let pozneje je bil imenovan za predsednika Fizikalno-kemijskega državnega inštituta v Berlin-Charlottenburgu.

## Dosežki
Trajno je vplival na celotno področje fizike. Med ostalim je bil mnenja, da Sonce in druge zvezde črpajo svojo energijo iz stalnega krčenja (kontrakcije). Če bi temu bilo res, bi moralo Sonce biti staro samo 50 milijonov let. To teorijo o krčenju je izdelal leta 1853 in se kakor podobna von Mayerjeva teorija iz leta 1849 ni obdržala.
Utemeljil je von Mayerjev energetski zakon, izumil oftalmoskop, pojasnil je fiziološke procese sluha in vida.
Prvi je izmeril hitrost živčnih impulzov.

## Priznanja

### Nagrade
Za svoje znanstvene dosežke je von Helmholtz leta 1873 prejel Copleyjevo medaljo Kraljeve družbe iz Londona.